# Sphecomorpha forficulifera
Sphecomorpha forficulifera là một loài bọ cánh cứng trong họ Cerambycidae.